# Kokujewiella ibera
Kokujewiella ibera är en stekelart som först beskrevs av Ceballos 1957.  Kokujewiella ibera ingår i släktet Kokujewiella och familjen brokparasitsteklar. Inga underarter finns listade i Catalogue of Life.